# Aurel Crișan
Aurel Crișan (n. 16 martie 1875, Sintea Mică, comitatul Arad, Regatul Ungariei – d. secolul al XX-lea) a fost un deputat în Marea Adunare Națională de la Alba Iulia, organismul legislativ reprezentativ al „tuturor românilor din Transilvania, Banat și Țara Ungurească”, cel care a adoptat hotărârea privind Unirea Transilvaniei cu România la 1 decembrie 1918.

## Activitatea politică
Ca deputat în Adunarea Națională din 1 decembrie 1918 a fost delegat al orașului Arad, primind și sarcina de a conduce parchetul Tribunalului (Arad) ca primprocuror, în gradul de Procuror Gen, urmând ca mai apoi să fie numit prefect sub  Guvernul Averescu. În ultima parte a vieții a deținut funcția de Avocat al poporului.